# Un arbre dans la tête
Pour plus de détails, voir Fiche technique et Distribution.
Un arbre dans la tête est un téléfilm français réalisé  par Jean-Pierre Sinapi et diffusé en 1997.

## Synopsis
Deux frères vivent chez leur mère dépassée dans une banlieue défavorisée. L'aîné, Mathias, se tourne vers la violence et la délinquance, alors que Frank, 13 ans, s'évade par la lecture.
Un accident de voiture va plonger Frank dans le coma et, à son réveil, le rendre incapable de lire à nouveau.

## Accueil critique
Dans Libération, Anne Boulay loue le scénario et la réalisation du téléfilm : « Le mérite essentiel de Jean-Pierre Sinapi, qui signe ici sa première réalisation (sur un scénario de Colo Tavernier O'Hagan), c'est de créer sans arrêt la surprise dans le cadre pourtant archibalisé de la fiction télé. » 
Elle loue également le jeu des interprètes : « De Frank (Stanislas Crevillen) à la mère (Michèle Goddet) en passant par le prof de français (Roland Magdane, celui des sketches pas drôles, à contre-emploi), pas une fausse note. » Dans Le Soir, Dominique Legrand, également impressionné(e) par Gérald Thomassin qui « explose de talent et de révolte », apprécie l'absence de manichéisme mais critique la fin : « Içi, la première réalisation de Jean-Pierre Sinapi, -le scénariste de «La Rivière Espérance»-, file la mauvaise graine sans la diaboliser. Peut-être même un peu trop nunuche dans son dénouement clippé. »

## Fiche technique
- Réalisation : Jean-Pierre Sinapi
- Scénario : Colo Tavernier
- Photographie : Alain Choquart
- Montage : Catherine Schwartz
- Musique : Tony Hymas
- Durée : 84 minutes
- Diffusion : 26 février 1997 sur France 2

## Distribution
- Gérald Thomassin : Mathias
- Stanislas Forlani : Frank (as Stanislas Crevillén)
- Michelle Goddet : Rose
- Vanessa Lhoste : Laurence
- Emmanuelle Meyssignac : La chirurgienne
- François Sinapi : Roger
- Roland Magdane : Le prof
- Marc Alarcon : Le drogué
- Séverine Ferrer : Sara
- Mehdi Ben Abdeljelil : Mouloud
- Nora Habib : Katia
- Christine Pignet : La pépiniériste

## Récompenses
- Festival international des programmes audiovisuels de Biarritz 1997 : FIPA d'or du meilleur acteur de fiction pour Gérald Thomassin